# Olmo de la Guareña
Olmo de la Guareña es una localidad española del municipio  de Vallesa de la Guareña, en la provincia de Zamora, comunidad autónoma de Castilla y León.
Se encuentra situado en la comarca de La Guareña, territorio caracterizado por ser una altiplanicie con una cota media de entre 800-820 m con algunas pequeñas elevaciones y un amplio valle por donde discurre el río Guareña, rodeado de campos agrícolas dedicados al cultivo de cereal de secano, cultivos de regadío y viñedos. 

## Topónimo
El topónimo Olmo deriva del vocablo latino "ulmus", en referencia a la especie arbórea de las ulmáceas, fuente de madera de gran calidad y que se presume que fue abundante en esta localidad.

## Geografía

### Ubicación
Pertenece a la comarca de La Guareña, encontrándose situada a 62 km de Zamora. Su casco urbano se sitúa cerca del río Guareña, a unos 753 metros de altitud.

### Hidrografía
El principal río que recorre la localidad es el río Guareña, que pasa junto al casco urbano, recibiendo cerca de Olmo las aguas del río Mazores.

## Historia

Emblema de la Orden de San Juan de Jerusalén, a la que perteneció Olmo de la Guareña entre los siglos XII y XIX

Olmo estuvo muy vinculado a la orden de San Juan de Jerusalén desde el 3 de junio de 1116, cuando la reina Urraca I de León cedió a estos caballeros La Bóveda de Toro con todas sus aldeas. Donación que en 1125 fue confirmada por Alfonso VII de León. Los sanjuanistas ejercieron un dominio casi absoluto en todo este territorio, manteniendo en algunos casos conflictos de intereses con el obispado de Zamora, como en 1186, cuando el obispo Guillermo y el prior del Hospital Pedro Areis, llegaron a un acuerdo sobre los derechos eclesiásticos de las iglesias sanjuanistas en la zona. Esta situación de dependencia se mantuvo hasta 1875, en que mediante la bula Quos diversa estas iglesias del Hospital pasaron a depender de la diócesis de Zamora. Además, la situación de conflicto también existió con el concejo de Toro, cuando los vecinos de algunos sitios sanjuanistas —entre ellos los de Olmo— se negaron a prestar servicio militar junto con los toresanos, reticencia que se mantuvo hasta 1246, cuando el infante Alfonso —futuro rey Alfonso X el Sabio— les obligó a prestarlo.
Posteriormente, Olmo fue una de las localidades representadas por la ciudad de Toro en Cortes, pasando a integrar en la Edad Moderna la provincia de Toro.
En el Diccionario geográfico-estadístico de España y Portugal de Sebastián de Miñano y Bedoya, del año 1827, durante el reinado de Fernando VII el Felón, la descripción que se hacía de Olmo de la Guareña era la siguiente:

OLMO (EL), V. Ord. De España, prov. y obispado de Zamora, partido de Toro. A.O., 39 vecinos, 148 hab., 1 parroquia muy deteriorada. Situada hacia el S. E. de Toro, en un llano algo elevado al N., por donde corre un arroyo que nace de una fuente inmediata á la villa, y también de E. á S. el río Guareña, cuyas aguas fertilizan los valles. Es su campo de mediana calidad en llanos y repechos, y de superior en las vegas. Compréndese en él un pinar y monte, y se alarga hasta el número de 16,250 varas en circuito, lindando con los de Tarazona, Morillido, Cañizal, Ordeño y Vallesa. En él se dan granos, semillas, verduras, y se cria mucho ganado lanar. Su situación es tan enferma como lo demuestra bien el amarillo color de sus vecinos, y el ser muy raro el que llega á ser quincuagenario. Las estaciones de verano y otoño son las mas crueles, casi todas con peste por la infección de las cenagosas aguas de su río, en el cual se crían tencas, cangrejos y anguilas, de cuyo ramo sacan algún producto. Dista 7 leg. de la cabeza de partido y 1 1/2 de la frontera de la prov. de Salamanca. Contr. 2,309 rs. 31 mrs.

Con la creación de las actuales provincias en 1833, Olmo de la Guareña pasó a formar parte de la provincia de Zamora, dentro de la Región Leonesa, la cual, como todas las regiones españolas de la época, carecía de competencias administrativas.
En el Diccionario geográfico-estadístico-histórico de España y sus posesiones de Ultramar (Pascual Madoz, 1849) se describía a Olmo de este modo:

OLMO (EL); l. con ayunt. en la prov. de Zamora (9 leg.), part. jud. de Fuentesauco (3 1/4), dióc. nullius, vicaría de Castronuño. aud. terr. y c. g. de Valladolid (17). SIT. en un llano algo elevado; su CLIMA es frío; sus enfermedades mas comunes tercianas y cuartanas. Tiene 35 CASAS; escuela de primeras letras dotada con 200 rs. y 18 fan. de trigo, á que asisten 16 niños de ambos sexos; igl. parr. (San Andrés) servida por un cura, y regulares aguas potables. Confina con TÉRM. de Tarazona, Vallesa y Cañizal. El TERRENO es de mediana calidad, y le fertilizan las aguas del r. Guareña y de un arroyo que nace inmediato á la pobl. Hay un pinar y varios prados naturales. Los CAMINOS dirigen á los pueblos limítrofes y á Peñaranda: recibe la CORRESPONDENCIA de Fuentesaúco. PROD.: trigo, centeno, cebada, algarroba y pastos; cria ganados, caza de liebres, y pesca de barbos, tencas y cangrejos. IND. : un molino harinero, POBL.: 36 vec., 140 alm. CAP. PROD.: 15.211 rs. CONTR.: 4.196 rs.

Tras la constitución de 1978, Olmo pasó a formar parte en 1983 de la comunidad autónoma de Castilla y León, en tanto localidad perteneciente al municipio de Vallesa de la Guareña de la provincia de Zamora.

## Geografía humana

### Demografía
| Gráfica de evolución demográfica de Olmo de la Guareña entre 1842 y 2017 |
| |
| Población de derecho (1842-1897, excepto 1857 y 1860 que es población de hecho) según los censos de población del siglo XIX. Población de derecho (1900-1991) o población residente (2001) según los censos de población del INE. Población según el padrón municipal de 2011 y de 2017 del INE. |

| Gráfica de evolución demográfica de El Olmo de la Guareña entre 1842 y 1877 |
| |
| Población de derecho según los censos de población del INE Población de hecho según los censos de población del INEEn este censo se denominaba Olmo: 1842 En estos censos se denominaba Olmo, El: 1857 y 1860 Entre el censo de 1857 y el anterior, crece el término del municipio porque incorpora a 49230 (Vallesa) Entre el censo de 1887 y el anterior, este municipio desaparece porque cambia de nombre y aparece como el municipio 49230 (Vallesa) |

### Transporte y comunicaciones

#### Carreteras
ZA-L-2110 es la carretera local que une la localidad de Vallesa con Olmo de la Guareña, con una longitud total de 3 kilómetros y dependiente en su mantenimiento de la Diputación de Zamora.

### Economía
La economía del municipio se basa en la tradicional actividad agrícola y ganadera, aunque posee también cierta actividad hostelera con un bar/restaurante. Entre los servicios disponibles, ubicados mayoritariamente en la cabecera municipal de Vallesa, se encuentran el Ayuntamiento, consultorio médico, polideportivo, parque infantil, centro de jubilados, telecentro y biblioteca municipal.
Entre los productos producidos y elaborados actualmente en Olmo destacan los Garbanzos de Fuentesaúco, que desde el siglo XVI llegaron a contar con protección real y desde el 2002 se hallan incluidos en la Indicación Geográfica Protegida, así como el vino típico cultivado en la zona, cuya variedad está dentro de la Denominacíon de origen Tierra del Vino de Zamora desde 2007.

## Patrimonio
- Iglesia románico-mudéjar de San Andrés, de la cual su ábside se considera original, declarada monumento con la categoría oficial de B.I.C. en 2013.[14]

- «El viejo molino» que, situado en el casco urbano, se ha convertido en una zona de recreo a la sombra de su alameda.

## Fiestas
Sus fiestas patronales se celebran el lunes posterior a la Resurrección en honor de La Virgen de la Paz: Entre los actos que tienen lugar, destacan las celebraciones de carácter religioso —misa y procesión— junto con la posterior subasta, aderezados con actos gastronómicos y musicales.
Era conocido por sus tradiciones de fuerte arraigo, como la de «correr los gallos» por los quintos y la confección de las «camas de mayo» (arena y flores) del uno de mayo.